# Como Matar um Monstro
How to Kill a Monster (No Brasil: Como Matar um Monstro e sem edição em Portugal) é um dos livros da série Goosebumps, escrita por R. L. Stine. Também se tornou um episódio na telessérie homônima.

## Sinopse
Clark adora Histórias em Quadrinhos (HQs) de terror, mas no fundo morre de medo de criaturas como os monstros do pântano. Sua irmã Gretchen sabe disso e encontra o local ideal para apavorar o garoto: o pântano sombrio que rodeia a estranha casa de seus avós, que mais parece um castelo sinistro. Ali Gretchen vai descobrir que Clark tem toda razão em temer as pavorosas criaturas do pântano. Os dois irmãos vão ter que ser muito espertos e unidos se quiserem sobreviver.

### Personagens
- Clark: Irmão de Gretchen.
- Gretchen: Irmã de Clark.
- Vô Eddie: Avô de Clark e Gretchen.
- Vó Rose: Avó de Gretchen e Clark.
- Charley: Um cachorro da raça Golden Retriever. Os donos são Clark e Gretchen
- Monstro do Pântano: Um monstro do pântano que persegue os protagonistas da história